# Clipart

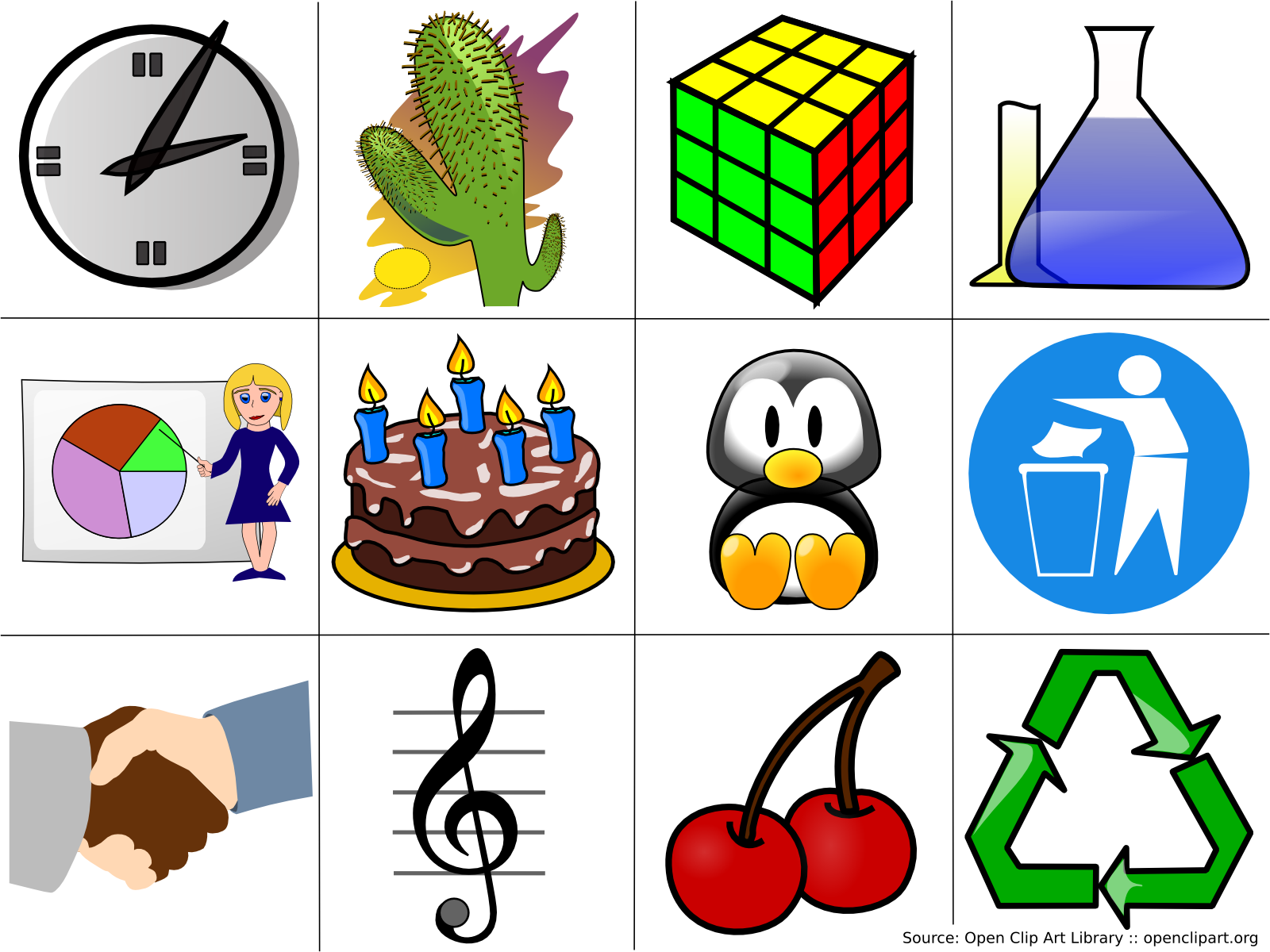
Voorbeelden van clipart, van de Open Clip Art Library.

Clipart is een verzamelnaam voor illustraties die gebruikt worden ter verfraaiing van een tekst. In tegenstelling tot gewone afbeeldingen is clipart vaak eenvoudig en getekend. Ook is clipart op voorhand gemaakt: het wordt niet specifiek voor een bepaalde tekst gemaakt. Tegenwoordig wordt clipart vaak gemaakt en gebruikt in digitale vorm.
Bij vele moderne tekstverwerkers (zoals Microsoft Word) is een verzameling clipart aanwezig. Ook online kunnen grote verzamelingen clipart gevonden worden, zoals het Open Clip Art Library-project, dat een verzameling van clipart met vrije inhoud aanbiedt.